# Emiko Okuyama
Emiko Okuyama (奥山 恵美子) (23 de junho de 1951) é uma política japonesa. Ela serviu como prefeita de Sendai entre 2009 e 2017.

## Carreira
Okuyama nasceu na cidade de Akita, Japão, em 23 de junho de 1951. Seu pai era um funcionário público, sendo que, enquanto ela ainda era uma criança, costumava levá-la com ele quando viajava pelo país. Depois de se formar no Departamento de Economia da Universidade de Tohoku, ela começou a trabalhar na prefeitura de Sendai. Ela ocupou vários cargos no governo da cidade até ser nomeada vice-prefeita em 2007.
Em julho de 2009, Okuyama concorreu à prefeitura de Sendai com o apoio do Partido Democrático do Japão (PDJ) e do Partido Social Democrata do Japão. Ao vencer, se tornou a primeira mulher a ser eleita prefeita de uma cidade populosa do Japão.
Após o terremoto e tsunami de Tohoku em 2011, Okuyama foi agraciada com o Prêmio Alemão de Sustentabilidade em 2012. Ela também falou perante as Nações Unidas sobre os esforços de recuperação de desastres de Sendai e os planos para melhorar as preparações contra desastres na cidade. 
Okuyama foi reeleita em 11 de agosto de 2013, superando Tatsuya Kadono, do Partido Comunista Japonês.
Em 2017, Okuyama decidiu se aposentar e optou por não concorrer ao cargo de prefeita novamente. Embora ela tenha apoiado Hironori Sugahara em sua campanha para o cargo, Kazuko Kori, ex-membro do PDJ, foi eleita a nova prefeita de Sendai.